# Eisstadion Biel
Das Eisstadion Biel war eine Eissporthalle in der Schweizer Stadt Biel im  Kanton Bern. Sie war von 1973 bis 2015 die Heimspielstätte des Eishockeyclubs EHC Biel. Nebenbei fanden im und beim Stadion noch andere Anlässe wie Spiele der Schweizer Eishockeynationalmannschaft oder der Bieler 100-km-Lauf statt.

## Geschichte
Da in Biel der Zuspruch für ein neues, gedecktes Eisstadion zunahm und das offene Eisfeld sowie die Infrastruktur nicht mehr für einen Club in der Grösse des EHC Biel würdig war, unternahm der damalige Präsident des EHC Willy Gassmann die Initiative. Schlussendlich gelang es ihm, auch das Stimmvolk von der Idee zu überzeugen, und so stand dem Baubeginn 1971 nichts mehr im Wege. Als Standort wurde das Bözingenfeld gewählt, welches etwas östlich der Stadt liegt. Kleinere Verzögerungen führten dazu, dass das Stadion erst mit ca. drei Monaten Verspätung eröffnet werden konnte und der EHC Biel etwas länger in Lyss im Exil bleiben musste. Zum Auftakt der Rückrunde fanden dann 3'000 Zuschauer den Weg in das neue, hochmoderne Stadion und sahen ein 3:3-Unentschieden gegen den HC Davos.
Internationale Premiere feierte das Stadion am 20. Januar 1973 mit dem Länderspiel Schweiz gegen Rumänien (2:3), welchem 4'000 Zuschauer beiwohnten. Mit dem Erfolg des EHC stieg auch die Auslastung der Halle, welche ihren Höhepunkt am 22. November 1975 erreichte, als 9'411 begeisterte Zuschauer das Derby des Aufsteigers gegen den Kantonsrivalen SC Bern (4:3) verfolgten. 1997 durfte das Eisstadion dann die bekannte Rapgruppe Wu-Tang Clan beherbergen. Dem Konzert wohnten 6'000 Zuschauer bei.
Aus Sicherheitsgründen und wegen einigen kleineren baulichen Massnahmen wurde die Kapazität nach und nach auf 7'000 reduziert. Als letzte bauliche Massnahme wurde im Stadion im Jahre 2004 eine zweistöckige VIP-Lounge eingebaut, in welcher sich die Sponsoren und Donatoren die Spiele anschauen konnten.
Da das Stadion weder infrastrukturell noch sicherheitstechnisch mit modernen Anforderungen mitzuhalten vermochte, wurden Pläne für einen Neubau erarbeitet. Am 9. Dezember 2007 stellte sich das Bieler Stimmvolk hinter den Bau neuer Sportstadien, die ab 2015 unter dem Namen Tissot Arena eröffnet wurden: Die Anlage umfasst drei neue Arenen für Fussball (5'200 Plätze, auf 10'000 Plätze erweiterbar), Eishockey (6'521 Plätze) und Curling.
Das letzte offizielle Spiel im Bieler Eisstadion fand am 12. März 2015 anlässlich der Playoff-Serie gegen die ZSC Lions statt. Die Heimmannschaft setzte sich vor 6‘123 Zuschauern mit 3:1 durch.

## Galerie

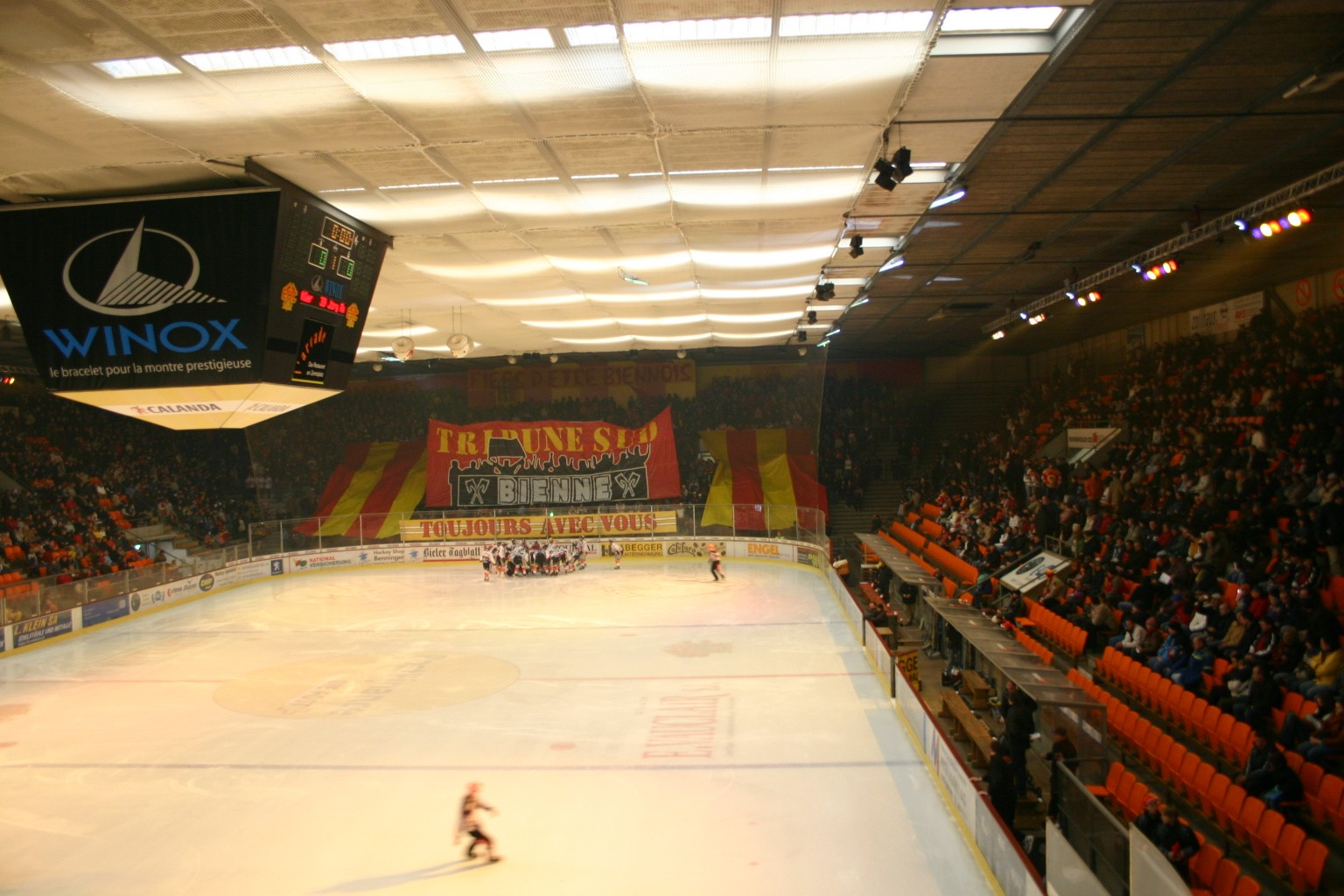
Innenansicht des Eisstadions Biel (2006)
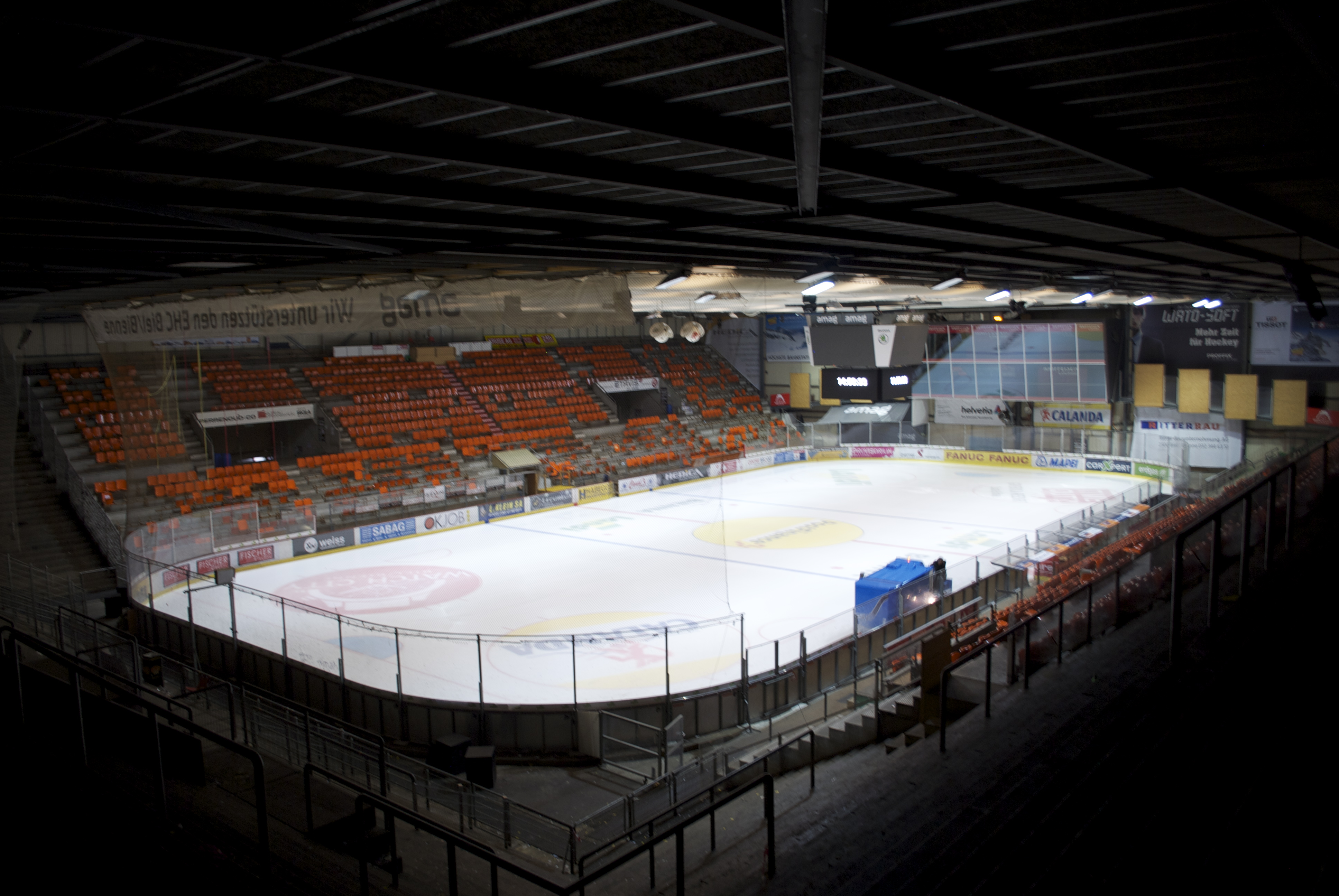
Das Eisstadion kurz vor dem Abriss (März 2015)